# Arxiomyces
Arxiomyces är ett släkte av svampar. Arxiomyces ingår i familjen Ceratostomataceae, ordningen Melanosporales, klassen Sordariomycetes, divisionen sporsäcksvampar och riket svampar.
|            | Microthecium                                                                 |
|            |                                                                              |
|            | Sphaerodes                                                                   |
|            |                                                                              |
|            | Sphaeroderma                                                                 |
|            |                                                                              |
|            | Melanospora                                                                  |
|            |                                                                              |
|            | Ceratostoma                                                                  |
|            |                                                                              |
|            | Gonatobotrys                                                                 |
|            |                                                                              |
|            | Vittatispora                                                                 |
|            |                                                                              |
|            | Syspastospora                                                                |
|            |                                                                              |
|            | Rhytidospora                                                                 |
|            |                                                                              |
|            | Pteridiosperma                                                               |
|            |                                                                              |
|            | Harzia                                                                       |
|            |                                                                              |
|            | Proteophiala                                                                 |
|            |                                                                              |
|            | Erostrotheca                                                                 |
|            |                                                                              |
|            | Gibsonia                                                                     |
|            |                                                                              |
|            | Persiciospora                                                                |
|            |                                                                              |
|            | Pustulipora                                                                  |
|            |                                                                              |
| Arxiomyces | \| \| Arxiomyces campanulatus \| \| \| \| \| \| Arxiomyces vitis \| \| \| \| |
|            | \| \| Arxiomyces campanulatus \| \| \| \| \| \| Arxiomyces vitis \| \| \| \| |
|            | Arxiomyces campanulatus                                                      |
|            |                                                                              |
|            | Arxiomyces vitis                                                             |
|            |                                                                              |

|  | Arxiomyces campanulatus |
|  |                         |
|  | Arxiomyces vitis        |
|  |                         |